# Binjiang
Der Stadtbezirk Binjiang (chinesisch 濱江區 / 滨江区,  Bīnjiāng Qū) ist ein Stadtbezirk der Unterprovinzstadt Hangzhou, der Hauptstadt der Provinz Zhejiang in der Volksrepublik China. Er hat eine Fläche von 72,2 km² und zählt 503.859 Einwohner (Stand: Zensus 2020).

## Administrative Gliederung
Auf Gemeindeebene setzt sich der Stadtbezirk aus drei Straßenvierteln zusammen. Diese sind: 
- Straßenviertel Binpuyan 滨浦沿街道
- Straßenviertel Xixing 西兴街道
- Straßenviertel Changhe 长河街道